# Viguzzolo
Viguzzolo là một đô thị ở tỉnh Alessandria trong vùng Piedmont của Italia, có vị trí cách khoảng 100 km về phía đông của Torino và khoảng 25 km về phía đông của Alessandria. Tại thời điểm ngày 31 tháng 12 năm 2004, đô thị này có dân số 2.964 người và diện tích là 18,3 km².
Viguzzolo giáp các đô thị: Berzano di Tortona, Casalnoceto, Castellar Guidobono, Pontecurone, Sarezzano, Tortona, và Volpeglino.